# 超媒体（集团）
超媒體控股有限公司（港交所：0072，原現代傳播控股有限公司）是一间传媒公司，主要在中国大陆及香港从事杂志经营，旗下拥有《艺术新闻／中文版》、《周末画报》、《新视线》、《生活》、《汽车生活》、《大都市》、《优家画报》、《LOHAS 健康时尚》、《号外》（香港）、《The Good Life》等多份出版物，都市客网站，以及邵忠基金会。现代传播在广州、上海、北京、香港等地设有办公室，并于2009年9月9日在香港交易所主板上市。
除出版杂志外，现代传播亦涉足文化艺术领域，曾于2005年、2007年和2010年举办在广州、上海、北京、深圳等地巡回的设计展览大声展。成立于2008年9月的邵忠基金会亦在北京主办过刘小东、黄锐、贾樟柯、应亮等中国当代艺术家与电影导演的个展。
《彭博商業周刊/中文版》是美國彭博新聞社授權許可現代傳播出版的《Bloomberg Businessweek》繁體中文版，擁有大中華區中文版權。
公司的主席為邵忠。
2022年2月，公司名称由現代傳播控股有限公司更改为超媒體控股有限公司，公司网站由www.modernmedia.com.cn更改为www.metamediahldg.com。